# Hrabia Caithness

## Informacje ogólne
- Dodatkowym tytułem hrabiego Caithness (jednocześnie tytułem jego najstarzego syna) jest lord Berriedale
- Rodową siedzibą hrabiów Caithness jest Castle Sinclair & Girnigoe, dwie i pół mili na północ od Wick w Caithness w Szkocji

Hrabiowie Caithness 1. kreacji (parostwo Szkocji)
- 1334–1335: Maol Íosa V, hrabia Strathearn i Caithness

Hrabiowie Caithness 2. kreacji (parostwo Szkocji)
- 1375–1389: David Stewart, 1. hrabia Caithness
- 1389–1390: Euphemia Stewart, 2. hrabia Caithness
- 1390–1428: Walter Stewart, 3. hrabia Caithness
- 1428–1431: Allan Stewart, 4. hrabia Caithness
- 1431–1437: Walter Stewart, 3. hrabia Caithness

Hrabiowie Caithness 3. kreacji (parostwo Szkocji)
- 1452–1452: George Crichton, 1. hrabia Caithness

Hrabiowie Caithness 4. kreacji (parostwo Szkocji)
- 1455–1476: William Sinclair, 1. hrabia Caithness
- 1476–1513: William Sinclair, 2. hrabia Caithness
- 1513–1529: John Sinclair, 3. hrabia Caithness
- 1529–1545: George Sinclair, 4. hrabia Caithness
- 1566–1643: George Sinclair, 5. hrabia Caithness
- 1643–1672: George Sinclair, 6. hrabia Caithness
- 1672–1681: John Campbell, 1. hrabia Breadalbane i Holland
- 1681–1698: George Sinclair, 7. hrabia Caithness
- 1698–1705: John Sinclair, 8. hrabia Caithness
- 1705–1765: Alexander Sinclair, 9. hrabia Caithness
- 1765–1779: William Sinclair, 10. hrabia Caithness
- 1779–1789: John Sinclair, 11. hrabia Caithness
- 1789–1823: James Sinclair, 12. hrabia Caithness
- 1823–1855: Alexander Campbell Sinclair, 13. hrabia Caithness
- 1855–1881: James Sinclair, 14. hrabia Caithness
- 1881–1889: George Philips Alexander Sinclair, 15. hrabia Caithness
- 1889–1891: James Augustus Sinclair, 16. hrabia Caithness
- 1891–1914: John Sutherland Sinclair, 17. hrabia Caithness
- 1914–1947: Norman Macleod Sinclair, 18. hrabia Caithness
- 1947–1965: James Roderick Sinclair, 19. hrabia Caithness
- 1965 -: Malcolm Ian Sinclair, 20. hrabia Caithness

Następca 20. hrabiego Caithness: Alexander James Richard Sinclair, lord Berriedale